# Euproctis biguttulata
Euproctis biguttulata är en fjärilsart som beskrevs av Alfred Ernest Wileman och South 1921. Euproctis biguttulata ingår i släktet Euproctis och familjen tofsspinnare. Inga underarter finns listade i Catalogue of Life.